# 忍者刀
忍刀（しのびがたな）也被称作忍者刀（にんじゃとう），是忍者使用的日本刀。为了方便忍者執行秘密任務時攜帶，尺寸被設計成比一般武士刀為小，約與脇差相若，但刀身設計為直刀。